# Owadziarki
Owadziarki (Terebrantes) – grupa błonkoskrzydłych z podrzędu trzonkówek (Apocrita).
Dojrzałe owadziarki mają dwuczłonowe krętarze nóg i często wieloczłonowe czułki, samice mają zwykle pokładełko (czasem bardzo długie), nie mają natomiast żądła. Larwy są beznogie, bez oczu i ze słabo zaznaczoną puszką głowową, są pasożytami wewnętrznymi owadów lub rzadziej roślin. Wiele gatunków jest naturalnymi wrogami szkodników roślin, niektóre z nich są sztucznie rozmnażane (np. z rodzajów Trichogramma i Aphelinus). Nieliczne (np. Melittobia i Monodontomerus) są groźnymi pasożytami pszczół, zwłaszcza miesierek (Megachile).

## Systematyka
Nadrodziny i rodziny:
- dwojarki (Ceraphronoidea)
  - Ceraphronidae
  - Megaspilidae
- bleskotki (Chalcidoidea)
  - Agaonidae
  - Aphelinidae - oścowate
  - Azotidae[2]
  - Chalcididae - bleskotkowate
  - Cynipencyrtidae[2]
  - Encyrtidae - suskowate
  - Eriaporidae[2]
  - Eucharitidae - ścieskowate
  - Eulophidae - wiechońkowate
  - Eupelmidae
  - Eurytomidae - zagładkowate
  - Leucospidae - osarkowate
  - Mymaridae - rzęsikowate
  - Ormyridae - musklenikowate
  - Perilampidae - piersianowate
  - Pteromalidae - siercinkowate
  - Rotoitidae
  - Signiphoridae
  - Tanaostigmatidae
  - Tetracampidae
  - Torymidae - raniszkowate
  - Trichogrammatidae - kruszynkowate

- galasówki (Cynipoidea)
  - Austrocynipidae
  - Cynipidae - galasówkowate
  - Figitidae
  - Ibaliidae - zgniotowate
  - Liopteridae
- zadziorki (Evanioidea)
  - Aulacidae - pokosowate
  - Evaniidae - skrócieniowate
  - Gasteruptiidae - zadziorkowate
- gąsieniczniki (Ichneumonoidea)
  - Braconidae - męczelkowate
  - Ichneumonidae - gąsienicznikowate
- Megalyroidea
  - Megalyridae
- Mymarommatoidea[a]
  - Mymarommatidae
- Platygastroidea
  - Platygastridae (np. Metanopedias eupatorii)
  - Scelionidae
- tybelarki (Proctotrupoidea)
  - Austroniidae
  - Diapriidae
  - Heloridae
  - Maamingidae
  - Monomachidae
  - Pelecinidae
  - Peradeniidae
  - Proctorenyxidae
  - Proctotrupidae - tybelakowate
  - Roproniidae
  - Vanhorniidae
- Stephanoidea
  - Stephanidae
- przydanki (Trigonaloidea)
  - Trigonalidae - przydankowate